# Henryków (powiat zduńskowolski)
Henryków – wieś w Polsce położona w województwie łódzkim, w powiecie zduńskowolskim, w gminie Zduńska Wola.
1 stycznia 1973 część osady (60 ha) została włączona do Zduńskiej Woli.
W latach 1975–1998 miejscowość należała administracyjnie do województwa sieradzkiego.